# St Thomas of Aquinas (Bletchley)
Die römisch-katholische Kirche St Thomas of Aquinas in der Sycamore Avenue in Fenny Stratford in Bletchley ist ein Kirchengebäude in Buckinghamshire. Sie wurde von John-Baptiste Sebastian Comper entworfen und 1956 geweiht. 

## Geschichte
Vor dem Ersten Weltkrieg gab es in der Gegend von Bletchley nur wenige Katholiken. Ab 1901 versammelten sich diese zum Gottesdienst in einem Privathaus in Fenny Stratford, später in der Missionshalle in der Bletchley Road. Durch die Ankunft von belgischen Flüchtlingen in Kriegszeiten wuchs die Gemeinde. Daher wurde ein Haus in der Church Road in Fenny Stratford erworben, das in den nachfolgenden dreieinhalb Jahrzehnten als Stätte für Gottesdienste diente. Diese wurden von Geistlichen aus Wolverton, Woburn Sands und den Sacred Heart Fathers abgehalten. Nachdem die Gemeinde im Jahr 1947 auf 370 Mitglieder angewachsen war, entschloss man sich zum Bau einer Kirche. 
St Thomas of Aquinas wurde nach Plänen des Architekten J. Sebastian Comper von Webster & Cannon aus Aylesbury gebaut. Am 26. Juni 1955 wurde der Grundstein gelegt, am 14. Juni 1956 wurde die Kirche, deren Bau etwas mehr als 13.000 Pfund gekostet hatte, eingeweiht. Sie fasste 208 Besucher, war aber wie auch andere Gotteshäuser Compers von vornherein für eine mögliche Erweiterung ausgelegt. 1960 wurde der Chor angefügt, offenbar nach Entwürfen Compers, doch die optionale Vergrößerung der Kirche in Richtung Westen, durch die sich die Kapazität des Gotteshauses verdoppelt hätte, wurde nie durchgeführt. Stattdessen fügte man später am westlichen Ende der Kirche ein einstöckiges Gemeindehaus hinzu, das sich in seinem schlichten Stil an dem Kirchengebäude orientiert.

## Beschreibung
St Thomas of Aquinas besitzt ein kurzes, dreijochiges Kirchenschiff und einen Altarraum in Form einer Apsis. Auf der Nordseite dieses Altarraums schließt sich die Sakristei an, auf der Südseite eine Marienkapelle. Im Stil orientierte Comper sich an der Gotik, wählte aber vereinfachte Formen. Die Fenster im Kirchenschiff und im östlichen Teil der Marienkapelle sind dreifache Lanzetten unter einem flachen Sturz mit Haubenleiste. In der Südwand der Marienkapelle und dem anschließenden Joch befinden sich Vierlichtfenster. Der Chor weist gepaarte Lanzetten mit Y-förmigem Maßwerk und über der Tür zur Sakristei ein weiteres, dreiflügeliges Fenster auf. 
Die Kirche wurde aus drahtgeschnittenen Fletton-Ziegeln und Beton gebaut. Sie weist Steinverkleidungen auf und besitzt ein einfaches Ziegeldach. Die westliche Stirnwand ist sehr schlicht gehalten, da sie ursprünglich nur als Provisorium gedacht war.  
Die Innenwände der Kirche sind verputzt und weiß gestrichen. Statt Stahlbetonbögen verwendete man als Träger für das Dach des Kirchenschiffs von außen abgestützte Ziegel-Querbögen. Dazwischen sind Sparren und Pfetten des Daches zu sehen. Die Apsis besitzt ein Kehlsparrendach mit Seelensteinen. 
Über dem ehemaligen Hochaltar befindet sich ein Baldachin, der wahrscheinlich ebenfalls von Comper entworfen wurde. Das Kirchenschiff wurde nach Compers Plänen mit Stühlen statt mit Bänken ausgestattet. Die hölzernen Einrichtungsgegenstände des Altarraums stammen nicht mehr aus der Bauzeit. 1982 wurde am Eingang zur Marienkapelle eine kleine Pfeifenorgel aufgestellt. Sie soll laut englischsprachiger Beschreibung der Kirche, wie auch die Orgel der Kirche All Saints in Bletchley, von einem August Spath gebaut worden sein und findet sich offenbar in einer Bauliste der Freiburger Orgelbau Hartwig und Tilmann Späth unter der Späth-Baunummer 894.